# Storm Before Calm
Storm Before Calm è il quarto album in studio del gruppo musicale pagan metal irlandese Primordial, pubblicato nel 2002.

## Tracce
1. The Heretics Age – 6:16
2. Fallen to Ruin – 9:29
3. Cast to the Pyre – 7:06
4. What Sleeps Within – 4:57
5. Sun's First Rays – 3:12
6. Sons of the Morrigan – 8:09
7. Hosting of the Sidhe – 7:09

## Formazione
- A.A. Nemtheanga – voce
- Ciáran MacUiliam – chitarra
- Pól MacAmlaigh – basso
- Simon O'Laoghaire – batteria